# Монтойту
Монтойту (порт.  Montoito) — фрегезия (район) в муниципалитете Редонду округа Эвора в Португалии. Территория — 61,81 км². Население — 1273 жителей. Плотность населения — 20,6 чел/км².